# Roscelin
Jean Roscelin iz Compiegnea (Johannis Roscellinus Compediensis, oko 1050. – oko 1122./1224.), francuski redovnik, teolog, filozof, pripada među prve važne predstavnike zrele skolastike. 
No, njegov nauk poznajemo tek iz jednoga pisma njegovu učeniku Abelardu, što ga prenosi J. - P. Migné (Patrologiæ Cursus Completus. To pismo, nastalo oko 1120, dio je Roscelinove polemike s Abelardom, a uz minuciozne teološke argumente donosi i, za pobožni Srednji Vijek, začudnu količinu osobnih napadaja, sve do nesmiljenog izrugivanja Abelardovoj kastraciji, što je ovoga snašla zbog njegove ljubavi spram Heloize. Inače nam je Roscelinovo naučavanje dostupno istom neizravno, iz spisa njegovih protivnika, realista: samoga Abelarda (umjerenog realista -konceptualista),  Anselma od Canterburuyja (koji Roscelina napada kao jednoga među "dijalektičarima našega doba"), te  Johna od Salisburuyja, kao i jednog anonimnog epigrama. 
Roscelin ulazi u povijest mišljenja svojim radikalnim nominalizmom, kojim nastoji riješiti veliki srednjovjekovni mudroslovni problem, problem univerzalija: one, drži Roscelin, ne postoje ni u Božjem umu (niti na nekom inteligibilnom nebu poput svijeta Platonovih ideja), niti u stvarima, ali nisu ni opći pojmovi (kako je tvrdio Abelard), premda postoji evidencija da Roscelin nije nijekao njihovu mogućnost. Ono opće naprosto nije drugo doli puka riječ, djeljiva na slogove, suglasnike i samoglasnike; pače, dah riječi, dašak glasa, kako on veli (flatus vocis). To je sententia vocum, njegov nauk o riječima (glasovima): zbiljski opstoji samo ono pojedinačno, konkretni obojeni predmet, naprimjer konj, dočim već "boja" nema vlastite stvarnosti, kao niti, recimo, mudrost, izvan duše koja je mudra. Svaka je substancija, dakle, individualna.
Roscelina je njegov dosljedni nominalizam doveo i osjetljivim teološkim konzekvencama. Tvrdeći, naime, kako Božje Trojstvo (kao općost) nema realnosti, nego su realne samo tri Božje osobe, tri samostalna božanstva (Otac, Sin i Duh Sveti), jednaka tek voljom i moćju (una sit voluntas et potestas - prema Anselmovu prikazu Roscelina), ali ne jedinstvena, nego odvojena, poput tri anđela ili tri duše - inače bi se i Otac i Duh utjelovili, a ne samo Sin - Roscelin je zapao u krivovjerje triteizma, trobožja, koje je osuđeno na crkvenom saboru u Soissonsu 1092. Roscelin je tu opozvao svoja, u očima Crkve kriva naučavanja, te izbjegao u Englesku, da ga ne snađe kazna kamenovanja. Iz Engleske je, kao protivnik canterburyjskoga nadbiskupa Anselma, morao prebjeći u Rim, a poslije se vratio u Francusku. Kada je nestalo pogibli ekskomunikacije, navodno se ponovno priklonio svojemu izvornom uvjerenju. 
Roscelin se "spotaknuo" na pitanju Trojstva, shvativši ga odveć racionalno, formalno-logički. Drugi su skolastici oprezno priznavali da taj problem nije dostupan razumu (koji se tu mora zaplesti u aporije odnošaja općeg i pojedinačnog), pa su njegovo rješavanje prepuštali čistoj vjeri i Objavi.
Radikalni Roscelinov nominalizam preuzeo je Vilim Okamski, no on živi i u nadolazećim stoljećima filozofije, ako toga filozofi i nisu uvijek svjesni. Nominalistički se nauk provlači kroz teoriju spoznaje, antropologiju, etiku, filozofiju politike. Prepoznajemo ga u raznim oblicima pozitivizma i uopće antimetafizike, te empirizma - senzualizma, u individualističkom egoizmu jednoga Maxa Stirnera, u filozofiji egzistencije Sörena Kierkegaarda ili Jeana - Paula Sartrea, u anarhizmu i liberalizmu (pa, načelno, i u komunizmu), koji uime pojedinca manje ili više niječu državu kao zajednicu općosti; napokon, u otporu protiv univerzalističkih ideologija što ga pruža filozofsko-politička teorija Nove Desnice (Neue Rechte, Nouvelle Droite) na čelu s Arminom Mohlerom i Alainom de Benoistom.
Od Roscelinovih izravnih sljedbenika valja navesti Raimberta iz Lillea te redovnika Herimana.